# Snares of Paris
Snares of Paris è un film muto del 1919 diretto da Howard M. Mitchell. Prodotto e distribuito dalla Fox Film Corporation e presentato da William Fox, aveva come interpreti Madlaine Traverse, Charles Arling, Frank Leigh, Jack Rollens, Joseph Swickard.

## Trama
Nella residenza di campagna, dove il diplomatico francese Emile Coullard sta lavorando a un importante accordo commerciale internazionale, giunge per aiutarlo a stilare il documento Belloc. Diventa subito evidente che il nuovo venuto aveva già incontrato in precedenza Marguerite, la padrona di casa. Si scoprirà che molti anni prima Belloc aveva ingannato la giovane Marguerite, approfittandosi di lei, ragazza pura e innocente appena uscita di convento. Il frutto della loro relazione, Fernand, era stato affidato a un amico di lei, l'avvocato De Brionne, che aveva allevato il bambino. Ora il ragazzo, diventato adulto, è conosciuto come un forte bevitore. De Brionne, sul suo letto di morte, dichiara che Marguerite dovrà da quel momento in poi prendersene cura. La madre provvede a far assumere Ferdinand dal marito come segretario. Intanto, Belloc tenta di mettere le mani sopra il documento segreto dell'accordo commerciale per venderlo a terzi interessati, azione che potrebbe mettere al tappeto il mercato. Belloc, per riuscire nel suo piano, costringe Marguerite ad aprirgli la cassaforte minacciandola, in caso contrario, di svelare il suo passato. Ne segue uno scontro con Fernand e, tentando di fuggire, Belloc cade dalla finestra, restando ucciso. Quando Coullard viene a sapere tutta la verità, decide di passare sopra agli errori passati della moglie, perdonandola e preferendo dimenticare tutto.

## Produzione
Il film fu prodotto dalla Fox Film Corporation.

## Distribuzione
Il copyright, richiesto da William Fox, fu registrato il 18 ottobre 1919 con il numero LP14328. Lo stesso giorno, il film - distribuito dalla Fox Film Corporation e presentato da William Fox - uscì nelle sale statunitensi.
Non si conoscono copie ancora esistenti della pellicola che viene considerata presumibilmente perduta.